# Vescomtat de Barcelona
El vescomtat de Barcelona fou una jurisdicció feudal del comtat de Barcelona durant l'edat mitjana. Els vescomtes posseïen dos castells a la ciutat (el Castell Vell i el Castell Nou) i altres fortificacions a les regions frontereres com el Penedès. En alguns moments van erigir-se com un autèntic contrapoder als mateixos comtes de Barcelona.

## L'auge dels vescomtes (s. X - XI)
Al segle x ja hi va haver alguns homes que exercien de vescomte de Barcelona. El càrrec va esdevenir hereditari amb Guitard (probable fill de Gombau i net d'Ermengard), que fou una de les principals personalitats de la cúria comtal de Borrell II i llur germà Miró I: el 966 fou marmessor del testament d'aquest darrer, i més endavant va viatjar a Còrdova com a ambaixador comtal en dues ocasions, el 974 i el 976. Tal era la seva importància que dos fills seus, Udalard i Geribert, es van casar amb dues filles de Borrell II: Riquilda i Ermengarda.
L'hereu, Udalard I, va defensar Barcelona d'Almansor el 985, però quan la ciutat caigué va ser fet presoner i portat a Còrdova com a ostatge durant cinc anys. Durant el seu captiveri el seu germà Geribert de Barcelona va regir el vescomtat. Udalard I va tornar el 991 i va morir el 1014 sent succeït pel seu fill gran Bernat, que va morir jove. Per aquest motiu, el segon fill Guislabert I de Barcelona va ocupar el càrrec com a regent, mentre el fill menor de Bernat creixia. Guislabert era religiós (tot i que era casat i tenia fills), i més tard fins i tot fou bisbe de Barcelona (vers 1034-1065). Quan el seu nebot Udalard II ja era gran, ambdós van participar de la revolta de la noblesa que liderava Mir Geribert d'Olèrdola contra el comte Ramon Berenguer I.
Els anys 70 del segle xi el nou vescomte Guislabert II de Barcelona succeí el seu pare Udalard II. Fou un dels líders del partit de Ramon Berenguer II el Cap d'Estopes enfrontat amb son germà Berenguer Ramon II el Fratricida. El 1089 segurament va participar de la curta rebel·lió d'Arnau Mir (fill de Mir Geribert) iniciada després de l'assassinat del comte Ramon Berenguer II. A la fi del seu llarg vescomtat el càrrec estava perdent importància, en la mateixa mesura que el poder comtal recuperava la força que li havien disputat les revoltes feudals anteriors.

## Pèrdua d'influència i extinció (s. XII)
Sembla que quan va morir el vescomte Guislabert II, el seu fill Reverter I encara era presoner del soldà almoràvit del Marroc. Malgrat això, sembla que allí tenia la fama de guerrer invencible i va acabar esdevenint el cap de l'exèrcit del soldà Alí ibn Yússuf. Reverter va poder tornar a Barcelona el 1133, però en comptes de recuperar les funcions de vescomte, ho va delegar tot al seu nebot Guillem I de la Guàrdia, fill d'un germà, i el 1135 se'n tornà altre cop al Marroc acompanyat dels seus dos fills per seguir lluitant pel soldà. Aprofitant la seva absència el comte va substituir aquest nebot a la cúria comtal, segurament sense dret, per Berenguer Ramon de Castellet.
Al morir Reverter en lluita contra els almohades el 1142 va deixar dos fills: el gran anomenat Berenguer I de Saguàrdia, darrer vescomte, i l'altre, que el 1146 es va fer musulmà amb el nom d'Alí ibn Reverter. El fill gran va reclamar des d'Àfrica la successió al vescomtat el 1142, i va tornar per viure a Barcelona fins a la seva mort vers el 1158. Va succeir-lo el seu fill Berenguer II de Saguàrdia, fins que el 1187 va viatjar a l'Àfrica després de la mort del seu oncle Alí. Va acabar tornant a Barcelona, ja amb una certa edat, i es va fer templer. Fou senyor de La Guàrdia de Montserrat, i nominalment vescomte (tot i que no consta que emprés el títol) fins a la seva mort sense descendència el 1207 o 1208, en un moment en què la monarquia reforçava el seu poder sobirà.

## Llista de vescomtes
- Sunifred c. 858
- Ermenard c. 918
- Audegari (Otger) abans del 966
- Gombau c. 966 - c. 974
- Guitard c. 974-985
- Udalard I de Barcelona 985-1014
- Geribert de Barcelona, regent 985-991
- Bernat I de Barcelona 1014-vers 1020
- Udalard II vers 1020-1077
- Guislabert I de Barcelona, regent vers 1020-1041
- Guislabert II de Barcelona 1077-1126
- Reverter I 1126-1142 (1126-1133 de fet vacant)
- Guillem I de Saguàrdia, regent 1135-1137 i 1139-1142 (potser també 1126-1133)
- Berenguer Ramon de Castellet, regent 1137-1139
- Berenguer Reverter (o Berenguer I de Saguàrdia) 1142-1158
- Berenguer II de Saguàrdia 1158-1208